# 부와니카 게이타
부와니카 게이타(일본어: ブワニカ 啓太, 2002년 12월 16일~)는 일본의 축구 선수이다.

## 구단 경력
그는 2021년 J2리그의 제프 유나이티드 지바에 입단했다. 2023년까지 55경기에 출전하여, 8득점을 넣었다. 2023년 8월 미토 홀리호크로 이적했다. 2024년 이와키 FC로 이적했다.